# IL31RA
El receptor A de interleucina-31 es una proteína que en humanos está codificada por el gen IL31RA .
IL31RA está relacionada con gp130 (IL6ST; MIM 600694), la subunidad del receptor común para citocina IL6 (MIM 147620). El receptor de oncostatina M (OSMR; MIM 601743) e IL31RA forman el receptor heterodimérico a través del cual IL31 (MIM 609509) envía señales. La expresión de ARNm de IL31RA y OSMR se induce en monocitos activados, y ambos ARNm se expresan constitutivamente en células epiteliales (Dillon et al., 2004). [Suministrado por OMIM]